# اعماير (سنادة)
اعماير هي إحدى مشيخات المملكة المغربية، تتبع جغرافيا لإقليم الحسيمة وإداريًا لسنادة. يقدر عدد سكانها بـ 2625 نسمة حسب الإحصاء الرسمي للسكان والسكنى لسنة 2004.